# Pardosa baehrorum
Pardosa baehrorum là một loài nhện trong họ Lycosidae.
Loài này thuộc chi Pardosa. Pardosa baehrorum được Torbjörn Kronestedt miêu tả năm 1999.